# Jay Harbaugh
Jay Patrick Harbaugh (kiejtése: hɑːrbɔː; San Diego, Kalifornia, 1989. június 14. –) amerikai amerikaifutball-játékos és -edző, 2024-től a Seattle Seahawks speciális csapatának edzője.

## Tanulmányai
A San Diegó-i St. Augustine középiskolába és a wallingfordi Choate Rosemary Hall előkészítőbe járt; középiskolásként amerikai futballozott, de térdsérülés miatt abbahagyni kényszerült. Alapdiplomáját az Oregoni Állami Egyetemen szerezte; tanulmányai alatt a San Francisco 49ers gyakornoka volt.

## Pályafutása
2008 és 2011 között az Oregon State Beaversnél Mike Riley helyettese volt, majd 2012-ben nagybátyja, John Harbaugh helyetteseként a Baltimore Ravens munkatársa lett. 2014-ben toborzási jelentéseket írt és az ellenfelek védőjátékát elemezte. 2012-ben megnyerték a Super Bowlt.
2015. január 20-án a Michigan Wolverines tight endjeinek, 2017-ben pedig defensive backjeinek és speciális csapatának edzője lett. 2021-ben újra a tight endek, majd 2022-től a safetyk edzőjeként dolgozott. 2021-ben a FootballScoop.com az év speciáliscsapat-edzőjévé választotta. Jim Harbaugh felfüggesztése miatt a UNLV Rebels elleni 2023. szeptember 9-ei mérkőzés első félidejét ideiglenes vezetőedzőként töltötte; a játékot 35–7-re megnyerték.
2024. február 13-án a Seattle Seahawks speciális csapatának edzője lett.

## Családja
Édesapja Jim Harbaugh edző. Feleségével, Britney-vel két gyermekük született.

## Eredményei vezetőedzőként
| Év                                       | Eredmény                                 | Eredmény                                 |
| Év                                       | Összesített                              | Konferencia                              |
| Oregon State Beavers (Pac-12 Conference) | Oregon State Beavers (Pac-12 Conference) | Oregon State Beavers (Pac-12 Conference) |
| ---------------------------------------- | ---------------------------------------- | ---------------------------------------- |
| 2023                                     | 1–0                                      | 0–0                                      |

## Fordítás
- Ez a szócikk részben vagy egészben  a   Jay Harbaugh című angol Wikipédia-szócikk ezen változatának fordításán alapul.  Az eredeti cikk szerkesztőit annak laptörténete sorolja fel. Ez a jelzés csupán a megfogalmazás eredetét és a szerzői jogokat jelzi, nem szolgál a cikkben szereplő információk forrásmegjelöléseként.